# Tamopsis forrestae
Tamopsis forrestae là một loài nhện trong họ Hersiliidae. T. forrestae được miêu tả năm 1988 bởi Martin Baehr & Barbara Baehr.